# Thalia-Theater (Hannover)

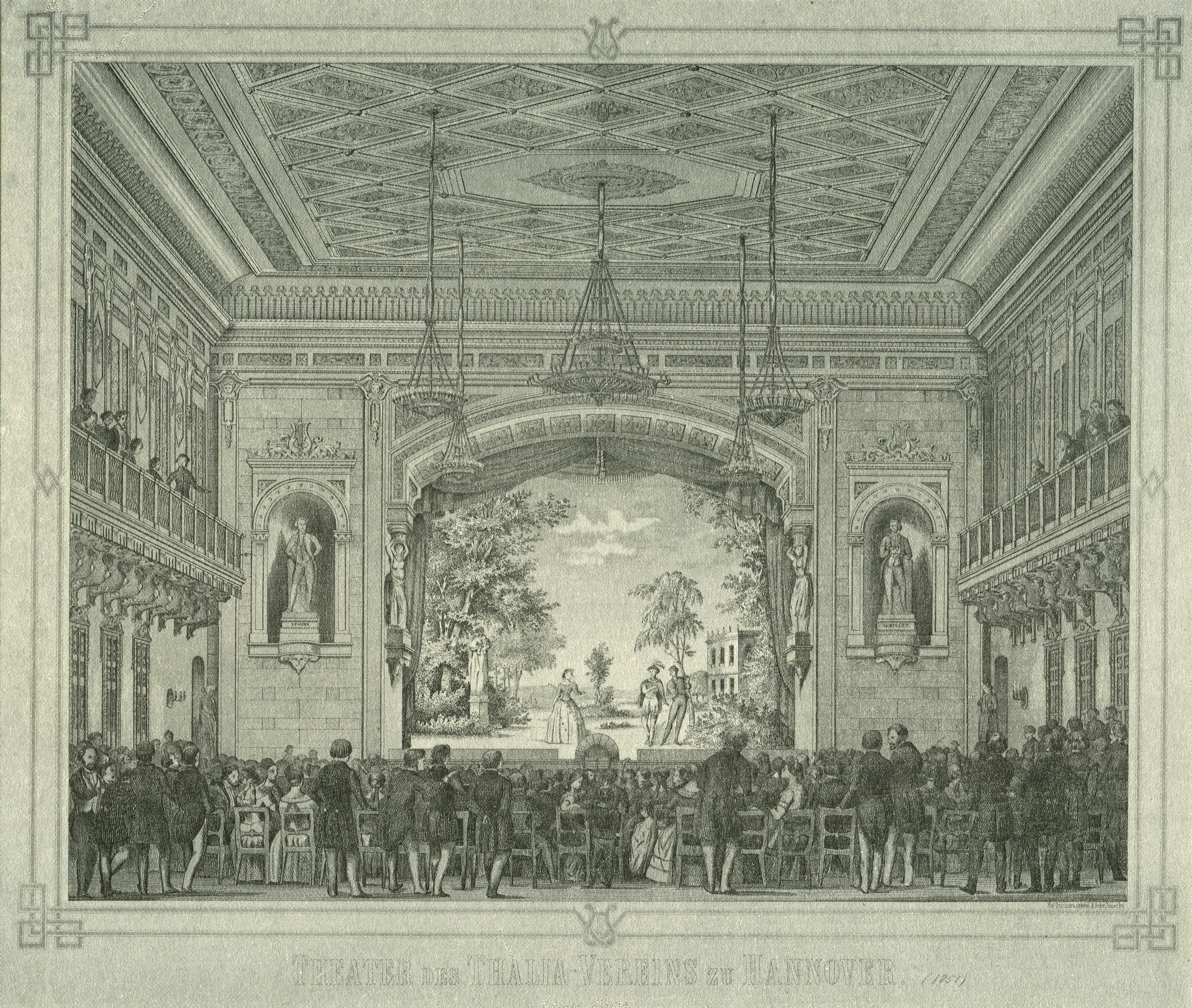
„Theater des Thalia-Vereins zu Hannover“ (angeblich ein „Faksimile“ eines Stahlstiches um 1855 aus dem Hannover Archiv; Künstler und Verlag unleserlich)

Das Thalia-Theater in Hannover, auch kurz Thalia genannt, war ein Mitte des 19. Jahrhunderts gegründetes privates Theater, ab Anfang des 20. Jahrhunderts Kino und nach dem Zweiten Weltkrieg ein bis in die 1970er Jahre agierendes Operettentheater mit verschiedenen Aufführungsorten.

## Geschichte

### Theater
1851 gründete sich der Thalia-Verein als Konkurrenz zu dem vom hannoverschen Hof unterhaltenen Schauspiel im Opernhaus. Der Verein errichtete im Gebäude Marktstraße 47 einen Theatersaal und bespielte ihn mit Aufführungen, reichte „[...] aber mit seinen bescheidenen Mitteln verständlicherweise nicht an das Niveau des Hofschauspiels“ heran. Dennoch konnte sich das Thalia bis in die Mitte der 1870er Jahre halten – dank der Theaterfreudigkeit der Hannoveraner, von der der Schauspieler Karl Sonntag in seinen Erinnerungen Zeugnis ablegte.
Im Hannover Archiv ist das „Faksimile“ eines um 1855 geschaffenen Stahlstiches mit der Darstellung des Theatersaals während einer gut besuchten Aufführung enthalten.

### Kino
Zu Beginn des 20. Jahrhunderts entstanden in und um Hannover mehrere kleine Kinos zur Aufführung von Stummfilmen, darunter um 1906/1907 eröffnete Thalia-Theater an der Limmerstraße Ecke Kochstraße.

### Operettentheater
Nachdem durch die Luftangriffe auf Hannover während des Zweiten Weltkrieges die zukünftige Landeshauptstadt Niedersachsens fast zur Hälfte zerstört worden war, gab es einen großen Bedarf an geistiger Orientierung, Abwechslung und Unterhaltung. So gründeten sich inmitten der wirtschaftlichen Misere mit der jeweiligen Genehmigung durch die britische Militärbehörde reihenweise kleine und auch größere Unterhaltungsstätten in Hannover. In dem ansonsten „[...] grauen Nachkriegsalltag“ zahlten die Menschen noch mit der Reichsmark, für die es sonst kaum etwas zu kaufen gab, ihre Theater- und Kinokarten.
So wurde bereits 1947 das Thalia gegründet, nachdem der Architekt Ernst Friedrich Brockmann zu diesem Zweck eigens den Hanomagsaal im Stadtteil Linden-Süd, genauer den Ernst-Winter-Saal in den Gebäuden der Hanomag, umgebaut hatte. Im März desselben Jahres begann das Thalia dort mit der Aufführung der Operette Das Dreimäderlhaus.
Nach der Währungsreform, durch die auch die Hannoveraner ihre knapper gewordenen Mittel nun zunächst vor allem für Nahrungsmittel und Gebrauchsgüter ausgaben, musste das Thalia 1949 Konkurs anmelden. Bald jedoch belebte der Dirigent Gerhard Bönicke die Organisation erneut, so dass das Thalia 1955 in das neu erbaute Theater am Aegi übersiedeln konnte. Hier hatte es nun für knapp zwei Jahrzehnte eine feste Spielstätte.
1961 bis 1969 wirkte der spätere Dirigent Ernst Müller als Solo-Bassist am Thalia.
1973 wurde das Operettentheater aufgeben und der Leiter Gerhard Bönicke stattdessen als Kapellmeister vom Opernhaus übernommen, um die dortigen Operettenaufführungen aufzuwerten.